# Cod ATC A11
Codul ATC A11 Vitamine este o parte a sistemului de clasificare anatomică, terapeutică și chimică a medicamentelor, un sistem dezvoltat de către Organizația Mondială a Sănătății (OMS) pentru clasificarea medicamentelor și a altor produse medicinale. Subgrupul A11 este o parte a grupului A Tract digestiv și metabolism.
Codurile pentru preparatele de uz veterinar sunt create prin alipirea literei Q în fața codului ATC corespunzător produsului pentru uz uman; de exemplu, QA11. 

## A 11 A Multivitamine, combinații

### A 10 AA Multivitamine cu substanțe minerale
A 11 AA 01 Multivitamine și fier
A 11 AA 02 Multivitamine și calciu
A 11 AA 03 Multivitamine și alte minerale, inclusiv combinații
A 11 AA 04 Multivitamine și microminerale

## A 11 C Vitamina A și D, inclusiv combinațiile lor

### A 11 CA Vitamina A
- A 11 CA 01 Retinol
- A 11 CA 02 Beta-caroten

### A 11 CC Vitamina D și analogi
- A 11 CC 01 Ergocalciferol
- A 11 CC 02 Dihidrotahisterol
- A 11 CC 03 Alfacalcidol
- A 11 CC 04 Calcitriol
- A 11 CC 05 Colecalciferol
- A 11 CC 06 Calcifediol
- A 11 CC 07 Paricalcitol
- A 11 CC 20 Combinații
- A 11 CC 55 Colecalciferol, combinații

## A 11 D Vitamina B1 și combinații cu vitamina B6 și B12

### A 11 DA Vitamina B1
- A 11 DA 01 Tiamină (vitamina B1)
- A 11 DA 02 Sulbutiamină
- A 11 DA 03 Benfotiamină

## A 11 G Acid ascorbic (Vitamina C), inclusiv combinații

### A 11 GA Acid ascorbic, singur
- A 11 GA 01 Acid ascorbic

### A 11 GB Acid ascorbic, combinații
- A 11 GB 01 Acid ascorbic și calciu

## A 11 H Alte preparate cu vitamine

### A 11 HA Alte preparate cu vitamine
- A 11 HA 01 Nicotinamidă
- A 11 HA 02 Piridoxină
- A 11 HA 03 Tocoferol
- A 11 HA 04 Riboflavină
- A 11 HA 05 Biotină
- A 11 HA 06 Piridoxal fosfat
- A 11 HA 07 Inozitol
- A 11 HA 08 Tocofersolan
- A 11 HA 07 Inozitol
- A 11 HA 30 Dexpantenol
- A 11 HA 31 Pantotenat de calciu
- A 11 HA 32 Pantetină